# Ком Омбо
Ком Омбо (на арабски: كوم أمبو) е град в югоизточен Египет. Възниква като древноегипетски град с име Нубт, означаващ град на златото. По време на гръко-римския период става гръцко селище. Градът се намира до река Нил, на 50 километра северно от Асуан. Местоположението му дава контрол върху търговските пътища от Нубия до делтата на Нил.
Градът е известен с древноегипетския храм, издигнат там през 2-рото хилядолетие пр.н.е., който и днес привлича много туристи от цял свят. Това е първият град северно от Асуан, в който има забележителни останки от древността. Нил в тази част от течението си не е бил подходящ за гъсто население в древността. Там реката минава между стръмни и тесни брегове от пясъчник и отлага само малко от своята торна тиня по мрачните и безплодни брегове. В Ком Омбо има два храма, изградени от камъка, получен от съседните кариери на Хагар Силсила.
Районът около Ком Омбо се характеризира с развито селско стопанство и най-вече наличието на големи захарни фабрики за преработването на отглежданата захарна тръстика. Градът е известен и с най-големия пазар за камили в Египет, който се намира на 8 километра южно в село Дарау (Дарау).